# Marcolândia
Marcolândia là một đô thị thuộc bang Piauí, Brasil. Đô thị này có diện tích 137,069 km², dân số năm 2007 là 7137 người, mật độ 52,07 người/km².